# Иоддисилан
Иоддисилан — неорганическое соединение,
иодпроизводное дисилана с формулой Si2H5I,
бесцветная жидкость, сильно дымит на воздухе,
пары́ самовоспламеняются на воздухе.

## Получение
- Реакция дисилана и иода:

{\displaystyle {\mathsf {Si_{2}H_{6}+I_{2}\ {\xrightarrow {-40-+10^{o}C}}\ Si_{2}H_{5}I+HI}}}
продукты реакции разделяют фракционной перегонкой.
- Реакция иодистого водорода и дисилана в присутствии катализатора:

{\displaystyle {\mathsf {Si_{2}H_{6}+HI\ {\xrightarrow {AlI_{3}}}\ SiH_{3}I+H_{2}}}}
образуется смесь иодпроизводных силана, которые разделяют фракционной перегонкой.

## Физические свойства
Иоддисилан образует бесцветную жидкость, 
которая легко гидролизуется,
сильно дымит на воздухе,
пары́ самовоспламеняются на воздухе.

## Химические свойства
- Реагирует с галогенидами серебра:

{\displaystyle {\mathsf {Si_{2}H_{5}I+AgCl\ {\xrightarrow {}}\ Si_{2}H_{5}Cl+AgI}}}
{\displaystyle {\mathsf {Si_{2}H_{5}I+AgBr\ {\xrightarrow {}}\ Si_{2}H_{5}Br+AgI}}}